# John Cockett
John Ashley Cockett, född 23 december 1927 i Broadstairs, död i februari 2020, var en brittisk landhockeyspelare.
Cockett blev olympisk bronsmedaljör i landhockey vid sommarspelen 1952 i Helsingfors.